# Kopyta (skarpety)

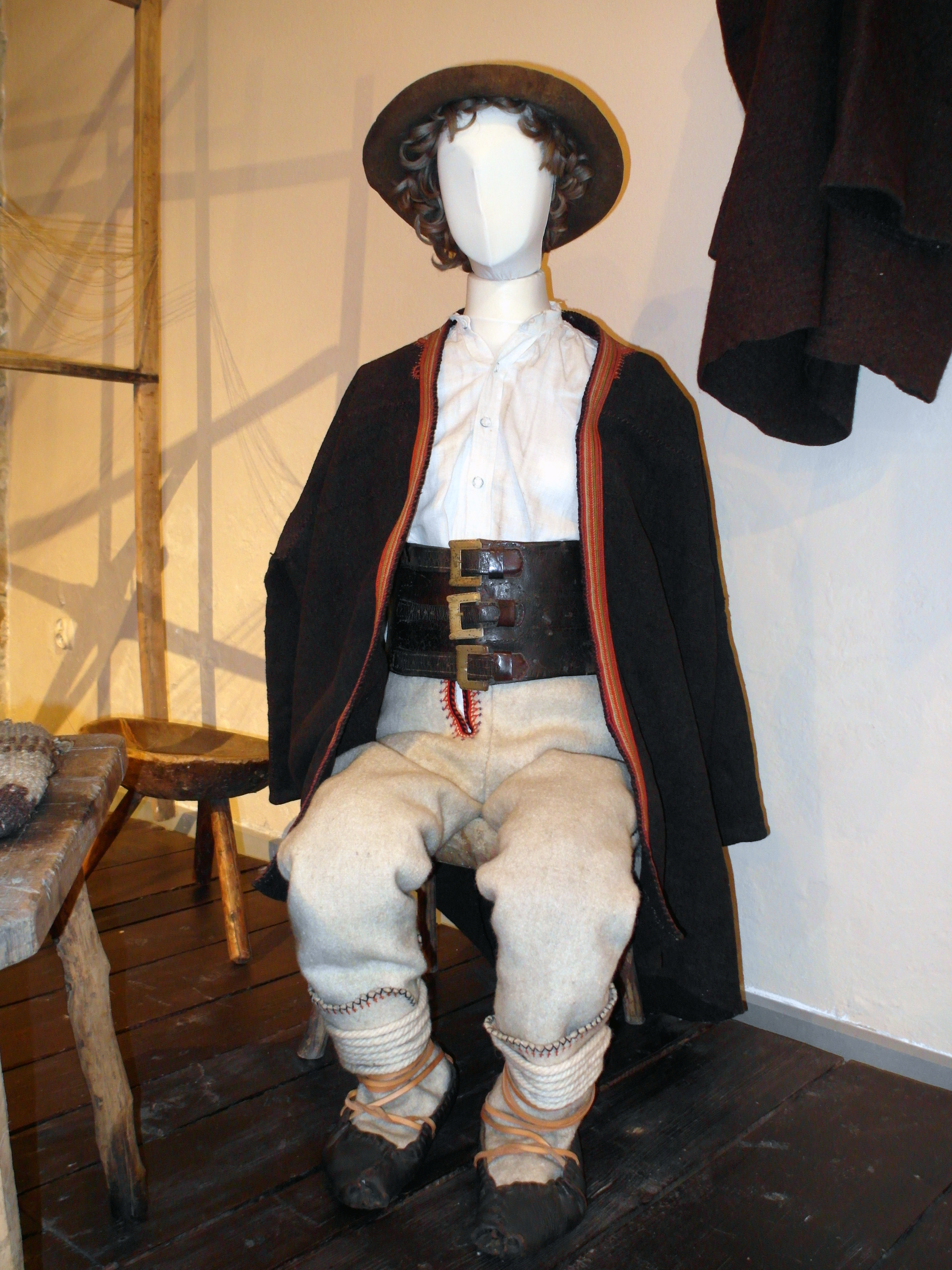
Strój górala z Beskidu żywieckiego - widoczne kopyta (kopyce) na nogach.

Kopyta (kopyce) – męskie skarpety noszone w tradycyjnym męskim stroju górali żywieckich, w Beskidzie Żywieckim.
Kopyta szyto z białego sukna i ozdabiano przy rozcięciu skromnym haftem w kolorach czarnym, czerwonym, niebieskim. Kopyta zakładano na spodnie, a potem donaszano zimą – rozcięcie łączono wtedy guzikami.
Mężczyźni nosili także kopytka wykonane na drutach z białej owczej wełny, zakładane na nogawkę spodni, ale noszone także pod spodniami. Do umocowania kopyt na nogach używano nawłok, czyli sznurów skręconych z brązowej wełny owczej lub białej sierści koziej. Nawłokami okręcano kopyta nad kostką. Sznury łączono też z rzemieniami – wtedy stopę z kopytem najpierw owijano sznurem, a poniżej łydki rzemieniem. Przy kostce rzemienie można już było przewlec przez otwory w kierpcu i wiązać dalej w umiejętny, wymagający czasu sposób.